# Chlorophytum glaucum
Chlorophytum glaucum är en sparrisväxtart som beskrevs av Nicol Alexander Dalzell. Chlorophytum glaucum ingår i släktet ampelliljor, och familjen sparrisväxter. Inga underarter finns listade i Catalogue of Life.